# 大阪迎賓館

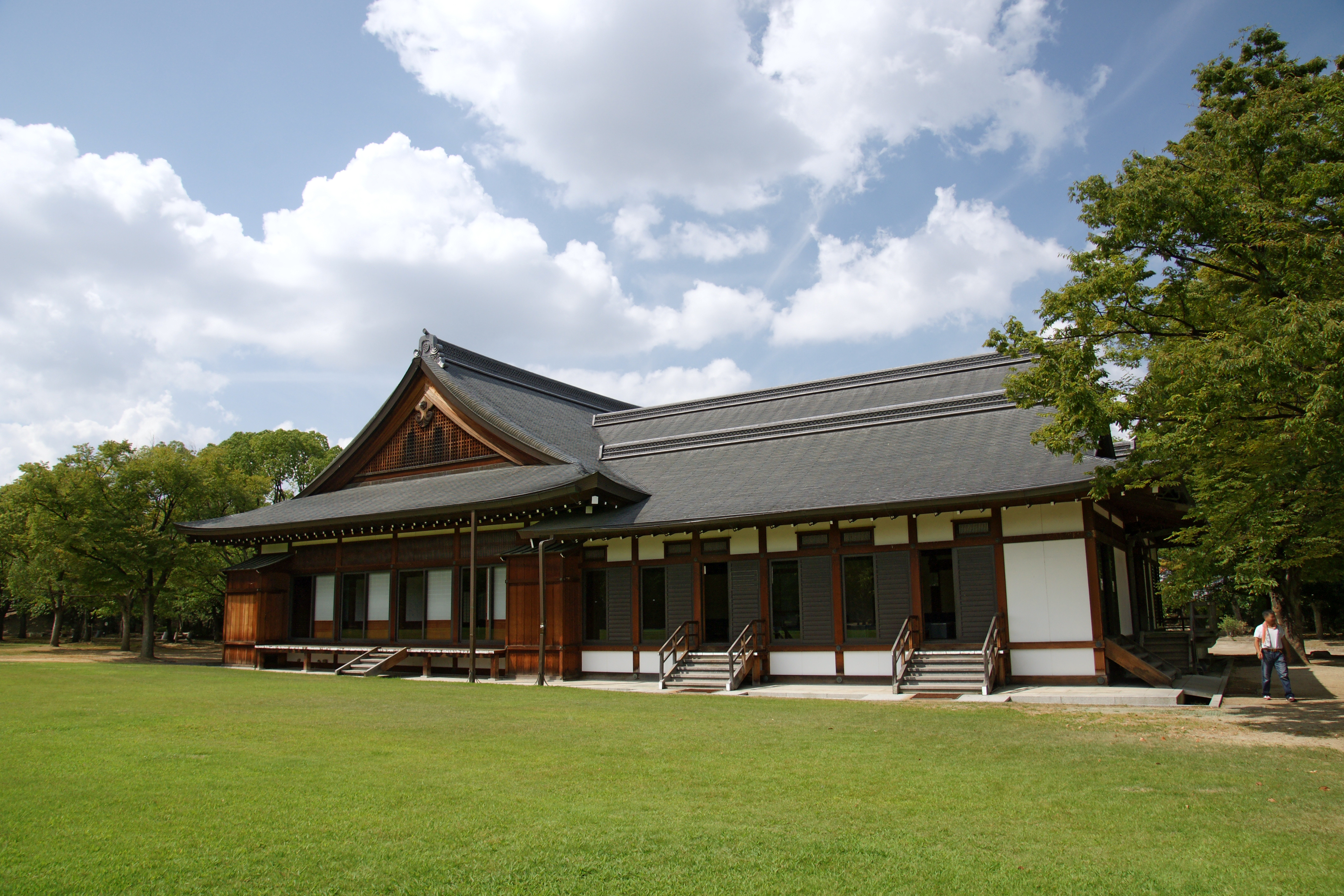
大阪迎賓館

大阪迎賓館（おおさかげいひんかん）は、大坂城西の丸公園にある建築物。1995年のAPEC大阪開催に際して休憩所を取り壊し跡地に新しく建造された。その後は西の丸庭園の休憩所となったが、各種の会議にも使用された。現在は宴会場となり、ランチ営業もしているほか、結婚式の披露宴会場としても利用できる。
2019年6月に開催された第14回20か国・地域首脳会合（G20大阪サミット）では、夕食会・文化行事の会場となった。

## 特色
- 二条城二の丸御殿の白書院を模した鉄骨2階建ての和風調建築で、内部の格天井は二条城の内部造作の再現に努めたという。
- 外部は木材が経年変化により変色した状態を生漆塗りの古色仕上げで再現し、外壁は漆喰風の塗装を施す。
- 屋根は銅板を用いて杮葺風に葺いている。